# Frigidaire Tango
 (juin 2023).
Frigidaire Tango est un groupe italien de new wave. Il est formé à Bassano del Grappa en 1980, et publie un an plus tard son premier album, The Cock, qui attire immédiatement l'attention de la scène musicale alternative. Séparé en 1986, il publie un recueil de ses œuvres en 2007. À la suite de bons résultats, les membres décident de reformer le groupe et de sortir un nouvel album en 2009.

## Histoire

### Années 1970 et 1980
En juillet 1977, Carlo Casale et Stefano Dal Col entament une collaboration musicale, et fondent Outkids, influencé par le punk britannique. Après une série de concerts locaux, le groupe s'agrandit avec l'arrivée de Marco Breda, un claviériste à l'approche plus classique, qui donne au groupe un son plus personnel. Mélangeant leur formation, qui va du rock progressif au krautrock en passant par le glam, avec l'apport primitif du punk rock, ils se retrouvent dans cette période très créative appelée new wave.
Après avoir changé leur nom en Trash, la formation définitive prend forme au début des années 1980 avec l'arrivée de Maurizio Battistella à la batterie et de Diego Negrello à la basse. En 1981, le groupe entre en studio sous le nom définitif de Frigidaire Tango et enregistre son premier album pour Young Records, The Cock. Début 1983, avec l'arrivée du second claviériste Franco Turesso, le groupe retourne en studio et autoproduit un mini-LP intitulé Russian Dolls, dont les deux titres principaux Recall et Vanity Fair sont accompagnés de deux clips vidéo. Parallèlement, le groupe est en tournée avec le groupe britannique The Sound.
En 1984, la Rai entame le tournage du documentaire L'ultimo concerto, dont Frigidaire Tango est le protagoniste. Le film, tourné par Piergiorgio Gay, raconte les problèmes d'un groupe des années 1980, partagé entre le désir de vivre de sa musique et la nécessité de s'intégrer dans la société. À la même époque, le magazine Rockgarage obtient l'inédit Take Over from Me (qui sera inclus dans la compilation Rockgarage vol. 4) et même Radio Rai s'intéresse au groupe en diffusant à plusieurs reprises le single Recall.

### Dissolution et autres initiatives
Au milieu de l'année 1986, après avoir été invité pour une série de concerts à la Biennale de Barcelone et avoir été inclus dans une compilation promotionnelle d'Amnesty International, le groupe s'est dissous. Les difficultés déjà apparues dans le documentaire de Piergiorgio Gay (la difficulté de concilier la passion pour la musique et le désir de se réaliser dans le domaine du travail) et les divergences de vues sur l'évolution du groupe sont à l'origine de cette décision.
De 1988 à 1991, une grande partie du line-up fusionne dans un nouveau groupe, les Vindicators, qui enregistre deux albums mêlant beat, rock 'n' roll et rhythm and blues.

### Réunion (depuis 2007)
En 2007 sort The Freezer Box, un coffret contenant un livre de 50 pages racontant l'histoire du groupe et trois disques : The Cock complété par deux outtakes (Don't Kill Time, qui devait être le single principal du disque et qui a été écarté, et This Days '78, la première démo du groupe), le deuxième disque (jamais sorti) Music for Us et un troisième disque inédit, Live in Barcelona, enregistré lors d'un des concerts à Barcelone et complété par six autres titres live.
L'année suivante, le groupe retourne en studio pour enregistrer un nouveau disque d'inédits. En octobre 2009 sort L'Illusione del volo, produit par Frigidaire Tango et mixé par Giorgio Canali. Nombreux invités : Federico Fiumani (Diaframma), Fabio Trentini (Guano Apes, H-Block), Aldo Tagliapietra (Le Orme), Diego Galeri (Timoria, Miura), Miss Xox et bien d'autres.

## Postérité
En 2013, Go Down Records publie la compilation Artisti Vari risuonano i Frigidaire Tango, contenant des reprises des chansons du groupe, interprétées par Giorgio Canali, Sick Tamburo, Ilenia Volpe, Federico Fiumani, entre autres.

## Membres

### Membres actuels
- Charlie Cazale - chant
- J.M. Le Baptiste - batterie
- Steve Dal Col - guitare
- Mark Brenda - claviers
- Dave Nigger - basse
- Frank Tourak - claviers

### Anciens membres
- Steve Helbow - basse (1979-1980)
- Alex Strax - saxophone (1979-1983)

## Discographie

### Albums studio
- 1981 : The Cock (Young Records)
- 1983 : Russian Dolls (auto-produit)
- 2006 : Music for Us (Alma Records)
- 2009 : L'Illusione del volo (La Tempesta Dischi)

### Compilations
- 2007 : The Freezer Box (Alma Records)

### Participations
- 1983 : Rockgarage compilation 45 avec Dazed Life
- 1984 : Rockgarage compilation Vol. 4 avec Take Over from Me
- 1986 : Amnesty International compilation P.E.A.C.E. avec The Romantic Lifeguard

### Singles
- 1983 : Recall (12 inches version)
- 2007 : Oversouls/Russian Dolls Live at Shindy Club

### Clips
- 1983 : Recall, extrait du disque Russian Dolls
- 1983 : Vanity Fair, extrait du disque Russian Dolls
- 1985 : L'Ultimo concerto,
- 2009 : Soffia
- 2010 : Natural mente